# Bombardement aérien

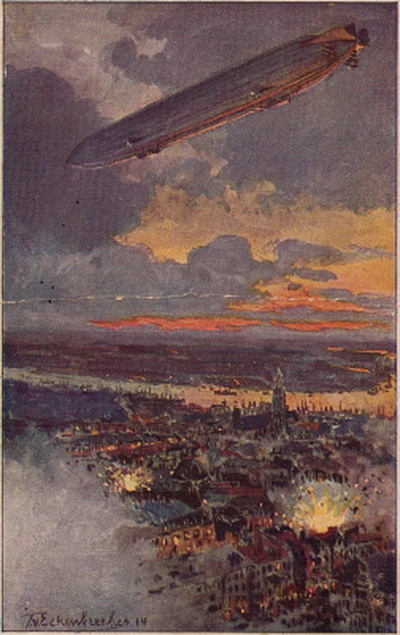
Un Zeppelin bombardant Anvers en 1914. Illustration faite d'après un dessin de.

Un bombardement aérien, appelé aussi frappe aérienne ou raid aérien, est une opération militaire consistant à attaquer, depuis les airs, un objectif à l'aide d'armements air-sol tels que par exemple des bombes, des missiles ou des drones suicide. Le viseur de bombardement fut développé à cette fin.

## Histoire

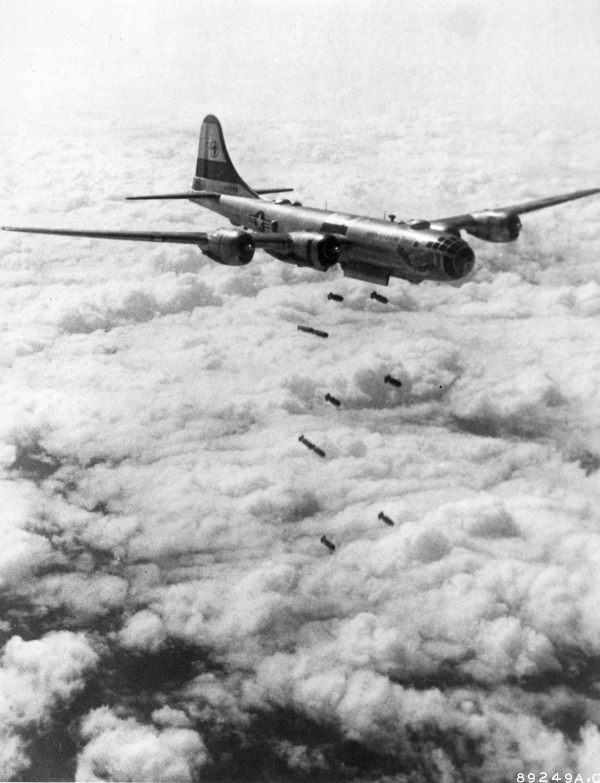
Lâcher de bombes d'un Boeing B-29 Superfortress américain durant la guerre de Corée (1950-1953).

Le premier bombardement aérien de l'histoire eut lieu en 1849. L'Empire Austro-Hongrois veut attaquer la Ville de Venise qui s'est révoltée comme de nombreux lieux en Europe dans le cadre du Printemps des peuples. Les autrichiens mènent un siège et expérimentent le bombardement par mongolfière, Franz Uchatius ayant expérimenté la technique avec des bombes de 11 koligrammes. Toutefois le bombardement fut un échec étnt donné l'imprécision liée au vent.
Le premier bombardement aérien par avion de l'histoire a été effectué par l’officier italien Giulio Gavotti en Tripolitaine le 1er novembre 1911 lors de la guerre italo-turque. Les bombardements aériens connaîtront un réel succès lors de la Première Guerre balkanique, le premier bombardement aérien en Europe a été opéré par l'aviation bulgare le 16 octobre 1912 contre les Ottomans, durant les guerres balkaniques, sur la gare de Karaagach qui était utilisée par les troupes ottomanes.
D'autres ont eu lieu durant la Première Guerre mondiale, pour notamment répondre au phénomène de guerre de tranchée : des aviateurs lâchaient des grenades à la main, puis des obus, dans un premier temps toujours à la main, au-dessus des lignes adverses, des bombardements stratégiques ont lieu, côté allemand à l'aide de Zeppelins survolant les villes ennemies,.
Le général italien Giulio Douhet, commandant d'une escadrille de l'air en 1914-1918, est le premier théoricien des bombardements stratégiques aériens. Dans son traité Il Dominio dell'Aria (1921, traduit en allemand en 1935, en anglais en 1942, et intégralement en français en 2007 sous le titre La maîtrise de l'air), il affirme que sous l'effet de l'aviation, la guerre se voit profondément transformée, rendant périmée la distinction entre combattants et civils. Puisque l'usage du gaz moutarde, qui peut être diffusé par voie aérienne, représente une menace terrible, contre laquelle on ne peut se défendre, il faut prôner une attaque préventive, fondée sur le bombardement des villes et centres vitaux.
Les bombardements aériens ont été expérimentés par les forces de l'Axe au cours de la guerre civile espagnole, notamment lors du bombardement de Madrid (1936) et du bombardement de Guernica 1937.
Durant la Seconde Guerre mondiale, de nombreux bombardements eurent lieu, dont :
- Le blitz et la bataille d'Angleterre
- Bombardement stratégique durant la Seconde Guerre mondiale

... (voir aussi : Catégorie:Bombardement)
Par la suite, de nombreux bombardements auront lieu durant la guerre froide, notamment durant la guerre de Corée et durant la guerre du Viêt Nam (1959-1975) et dans la grande majorité des conflits mettant en œuvre l’arme aérienne.

## Liste partielle de bombardements aériens
| Date                       | Nom                                                          | Nombre de morts     | Lieu                               | Commentaires |
| -------------------------- | ------------------------------------------------------------ | ------------------- | ---------------------------------- | --- |
| 6 août 1914                | Bataille de Liège                                            | une dizaine         | Liège, Belgique                    | Dans la nuit du 5 au 6 août 1914, la ville est bombardée par un Zeppelin de l'armée allemande.                                                                                               |
| Nuit du 24 au 25 août 1914 | Anvers                                                       | 12                  | Anvers, Belgique                   | Dans la nuit du 24 au 25 août 1914, la ville est bombardée par un Zeppelin de l'armée allemande.                                                                                             |
| De 1914 à 1918             | Bombardements de Paris et de sa banlieue                     | Plusieurs centaines | Paris et banlieue France           | Paris et sa banlieue subissent plusieurs bombardements aérien, par avions et par dirigeables, durant plusieurs mois de 1914 à 1918.                                                          |
| 1925                       | Bombardement de Chefchaouen                                  | inconnu             | Chefchaouen, Maroc                 | La Ville est bombardée par un escadron américain au service de l'empire colonial français, dans le cadre de la Guerre du Rif.                                                                |
| 1927                       | Bataille d'Ocotal (en)                                       | 40 à 80             | Ocotal, Nicaragua                  | La garnison américaine et nicaraguayenne assiégée par les troupes d'Augusto Sandino est secourue par 5 avions de l'USMC mitraillant ceux-ci et effectuant le premier bombardement en piqué,. |
| 1936                       | Bombardements de Tétouan                                     | au moins 15         | Tétouan, Maroc                     | Répression de l'insurrection militaire fasciste par la République Espagnole, au début de la Guerre Civile.                                                                                   |
| 1937                       | Bombardement de Guernica                                     | 126 à 400           | Guernica, Pays basque, Espagne     | Pendant la guerre civile d'Espagne, l'aviation allemande et italienne alliée des franquistes rase Guernica.                                                                                  |
| 1939                       | Bombardements de Varsovie                                    | 20 000              | Varsovie, Pologne                  | La ville est massivement bombardée par la Luftwaffe allemande. |
| 1940                       | Bombardement de Rotterdam                                    | 900                 | Rotterdam, Pays-Bas                | La ville est bombardée par la Luftwaffe, cela entraîne la capitulation des Pays-Bas. |
| 1940-1941                  | Le Blitz                                                     | 50 000              | Londres, Coventry, (Angleterre)    | Bombardements massifs du Royaume-Uni par la Luftwaffe notamment pendant la bataille d'Angleterre.                                                                                            |
| Juillet 1941-Janvier 1944  | Siège de Léningrad                                           | 16 470              | Leningrad URSS                     | Civils tués du fait des bombardements de Leningrad par la Luftwaffe. |
| 1942, 23 août              | Bataille de Stalingrad                                       | 43 000              | Stalingrad, URSS                   | Des raids massifs de la Luftwaffe tuent 43 000 civils et font 50 000 blessés. La ville est pratiquement entièrement rasée (il ne reste rien du centre-ville).                                |
| 1942-1945                  | Bombardement de Cologne                                      | env 7 000           | Cologne, Allemagne                 | La ville est totalement détruite par l'aviation alliée. |
| 1943-1945                  | Bombardements sur l'Allemagne                                | 305 000             | Allemagne                          | Les flottes de bombardiers anglo-américains déversent 1,35 million de tonnes de bombes sur les grandes villes allemandes. 305 000 tués, 780 000 blessés.                                     |
| 1943, fin juillet          | Opération Gomorrah                                           | 40 000              | Hambourg, Allemagne                | Opération alliée qui vise à détruire entièrement la ville de Hambourg. |
| 1943, 16 et 23 Sept        | Bombardements des 16 et 23 septembre 1943                    | env 1 500           | Nantes, France                     | Les bombardements de la 8e Air Force américaine, dont l'objectif était les installations industrielles à l'est de la ville, détruisent le centre-ville.                                      |
| 1944, 26 mai               | Bombardement du 26 mai 1944                                  | env 2 500           | Sud-est et centre-est de la France | L'aviation américaine bombarde des infrastructures allemandes, l'imprécision des tirs cause de nombreuses pertes civiles.                                                                    |
| 1944, été                  | Opérations aériennes pendant la bataille de Normandie        | env 20 000          | France                             | Le choix par les Alliés de bombarder massivement le centre des villes anciennes a fait plus de 20 000 victimes civiles normandes, et presque aucun soldat allemand.                          |
| 1945, 14 février           | Bombardement de Dresde                                       | 25 000              | Dresde, Allemagne                  | La ville est presque entièrement rasée par les bombardements de la Royal Air Force britannique et des United States Army Air Forces américaines.                                             |
| 1945, 10 mars              | Bombardement de Tokyo                                        | 100 000             | Tôkyô, Japon                       | La ville est massivement bombardée par l'aviation américaine. |
| 1945, 3 mai                | Bombardement du Cap Arcona                                   | 8 000               | Allemagne                          | L'aviation britannique bombarde des navires allemands contenant des déportés du camp de Neuengamme.                                                                                          |
| 1945, 6 août               | Bombardement d'Hiroshima                                     | env 115 000         | Hiroshima, Japon                   | Les États-Unis larguent une première bombe atomique sur Hiroshima. |
| 1945, 9 août               | Bombardement de Nagasaki                                     | 75 000              | Nagasaki, Japon                    | Une deuxième bombe est larguée sur Nagasaki. |
| 18 mars 1969 — 26 mai 1970 | Opération Menu                                               | ?                   | Cambodge oriental                  | Les États-Unis, à la demande de Nixon et Kissinger, bombardent massivement le Cambodge, avec 3 875 sorties et 108 000 tonnes de bombes.                                                      |
| 1988, 16 mars - 19 mars    | Massacre de Halabja                                          | 5 000               | Irak                               | L'armée irakienne emploie du gaz moutarde dans le cadre de la guerre Iran-Irak et d'une campagne contre les Kurdes.                                                                          |
| 1994-1996 et 1999-2000     | Bombardements de Grozny                                      | -                   | Tchétchénie                        | Durant la première et la seconde guerre de Tchétchénie, l'aviation russe transforme la capitale tchétchène en un vaste champ de ruines.                                                      |
| 2014-2015                  | Opérations aériennes de la coalition internationale en Syrie | -                   | Syrie                              | État islamique (organisation). |

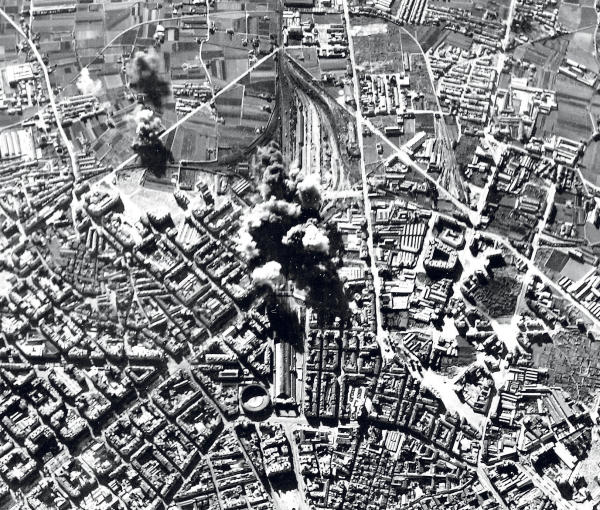
Bombardement aérien d'une gare de Valence en 1937 durant la guerre civile espagnole.
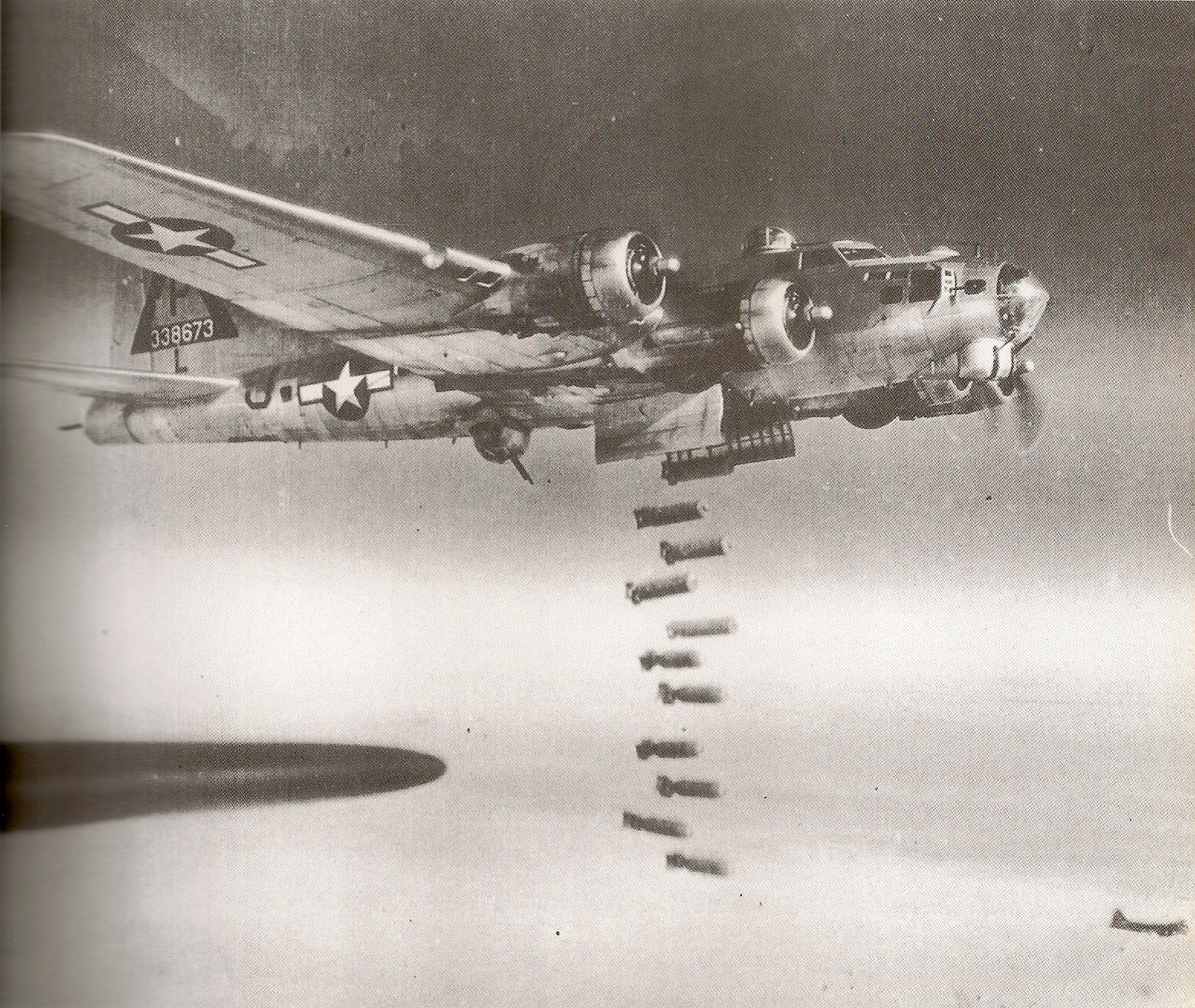
Un Boeing B-17 Flying Fortress lâche ses bombes sur Nuremberg en Allemagne en février 1945
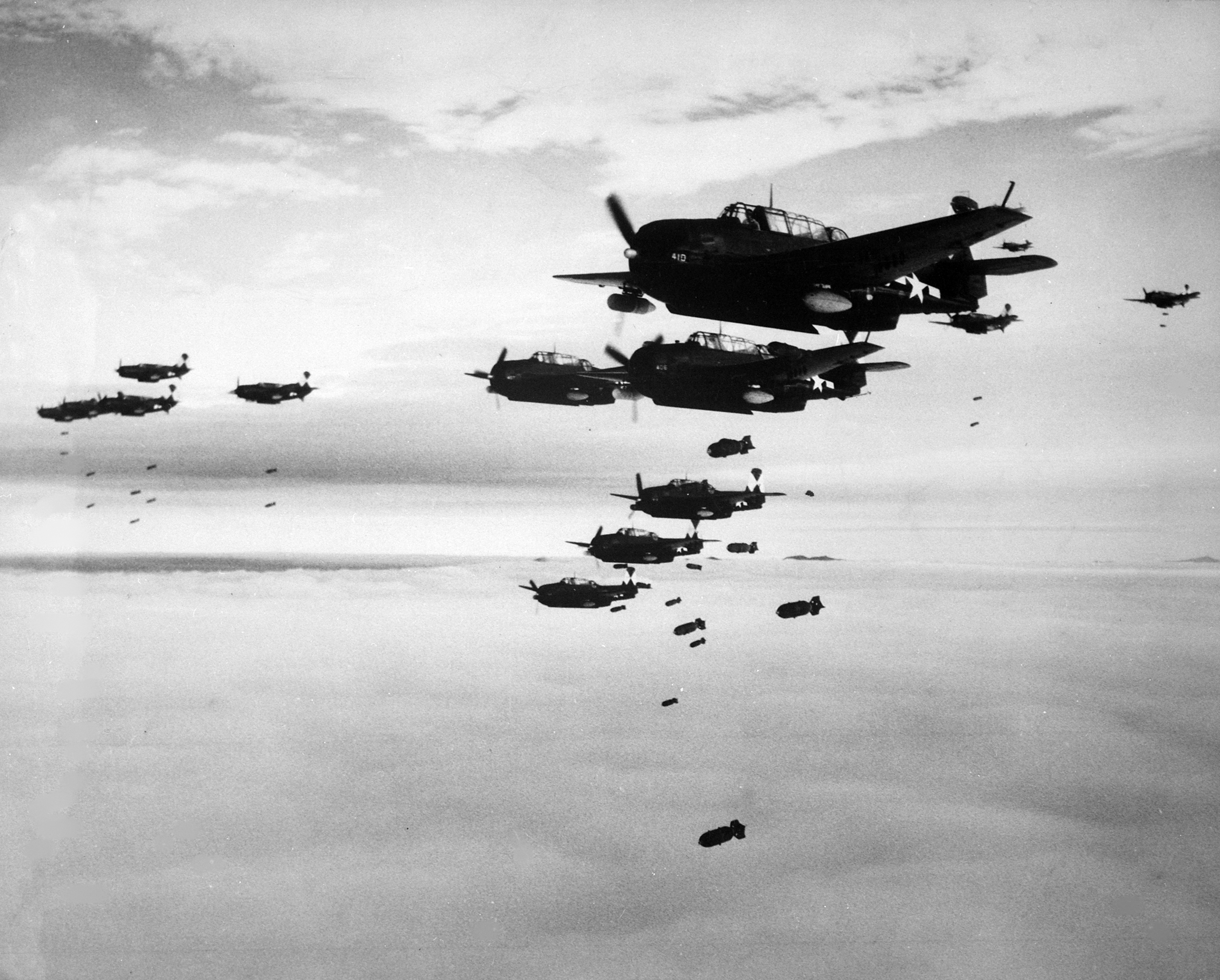
Bombardement de Hakodate au Japon en juillet 1945
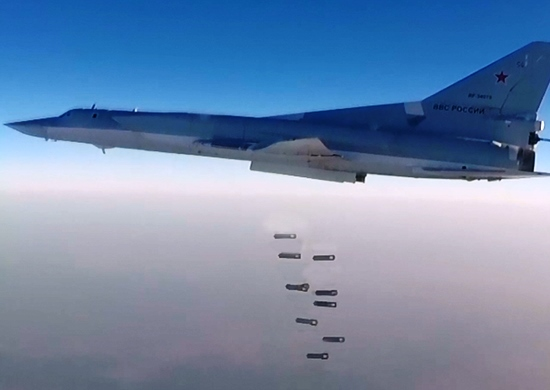
Largage de bombes de 250 kg par un Tupolev Tu-22M russe en 2016 au-dessus de la Syrie.

## Approche éthique du bombardement aérien

### Bombardements aériens conventionnels
Dans l'article "Robots on the ground" : à quand l'atterrissage des robots ?", le spécialiste en éthique de la guerre Ariel Colonomos considère que le problème des pertes humaines lors des campagnes et opérations aériennes de bombardement se pose en ces termes : d'un côté, les technologies d'armement (avions, missiles…) devenant plus précises au cours du temps, les bombardements d'aujourd'hui sont (selon lui) plus précis, ce qui devrait limiter les pertes civiles par frappe ; d'un autre côté, les gouvernements et leurs armées veulent préserver la vie de leurs pilotes, donc les font voler à haute altitude ; or cela limite la précision des frappes et donc accroît le risque des victimes civiles, alors que voler à basse altitude ferait décroître ce risque.

### La question des drones
Selon Ariel Colonomos, la technologie des drones militaires (des engins volants pilotés à distance, sans pilote à l'intérieur) pose deux problèmes : la question de la souveraineté nationale des États dont le territoire est frappé, et la pratique américaine des "signature strikes", c'est-à-dire l'établissement de cibles à partir d'algorithmes de probabilité, sans même être certain de qui sont les individus ciblés et tués ou s'ils sont vraiment des ennemis - ainsi les drones "diluent le principe de responsabilité dans la guerre".
Les frappes de drones posent aussi question en cas de renseignements défaillants, dans différents pays.

### La question des armes autonomes dans les airs
Ariel Colonomos considère par ailleurs que l'emploi, dans un futur plus ou moins proche, d'armes autonomes (c'est-à-dire de robots) dans les airs (comme sur le sol), pose la question de la responsabilité en cas d'erreurs de ciblage, ou de frappe disproportionnée. Il en détaille les conséquences qui en découleront selon lui : la diminution des pertes humaines dans les armées ; la révolution de la culture militaire (notamment concernant les valeurs du courage et du sacrifice) ; la multiplication d'opérations militaires qui auraient été auparavant considérées trop coûteuses en pertes humaines ; la prolifération de ces armes et leur emploi par des groupes armés non-étatiques, voire des groupes terroristes. Par conséquent, pour Colonomos, la question pressante des drones et des armes autonomes qui poussera l'humanité devant des faits accomplis doit la conduire à repenser la responsabilité administratives des forces armées. En 2020, la première utilisation au combat de systèmes d’armes létales autonomes tels que le Kargu-2 de STM et d’autres munitions rôdeuses d'origine turque à lieu durant la guerre civile libyenne.